# Mauro Chessa
Mauro Chessa (Torino, 26 marzo 1933 – Torino, 31 luglio 2022) è stato un pittore italiano.

## Biografia
Nasce a Torino nel 1933 da una famiglia di artisti il nonno Carlo Chessa è un noto incisore il padre Gigi Chessa pittore fu uno dei fondatori del gruppo de i Sei di Torino. Inizia la sua attività espositiva nel 1954 partecipando ad una collettiva Undici giovani pittori di Torino. 
La sua pittura da un'iniziale adesione al realismo esistenziale e dopo un periodo in cui è influenzato dall'action painting si evolve verso la figurazione, una figurazione che dopo un'iniziale influenza di Bacon, evidente nelle opere dei primi anni 60',diventa sempre più personale caratterizzata da una forte carica espressiva e narrativa. 
alla fine degli anni 60 sospende la sua pittura per dedicarsi al cinema d'animazione e underground sperimentale riprenderà a dipingere dopo il 1974. In occasione di una mostra alla galleria Gian Ferrari di Milano nel 1979 lo scrittore Giovanni Arpino, proprio a sottolineare il carattere narrativo del lavoro di Chessa, scrive "Chessa ebbe ragione nel tacere. Doveva riscoprire le ragioni del narrare"
Nel 2010 riceve il Premio Cesare Pavese di Pittura Una Vita per l'Arte con la seguente motivazione: "L’intenso e poliedrico percorso artistico sviluppato da Mauro Chessa, quale esponente della cultura visiva che dal secondo ‘900 è approdata al nuovo millennio, esprime il senso di una ricerca sempre alta nei contenuti, risolta attraverso una figurazione di elevata qualità espressiva". Nel 1992 riceve il premio di Pittura del comune di Guarene.

## Mostre
Partecipa a due edizioni della Biennale di Venezia quelle del 1956 e del 1958, alla IX Quadriennale di Roma,ad almeno un'edizione della Mostra Arte Club a Torre Pellice, alle mostre del Premio di pittura Golfo della Spezia, nel 1962 al Premio Suzzara e a molti altri premi. Partecipa inoltre a molte mostre collettive sulla pittura di figura in Italia svolte in sedi istituzionali prestigiose quali la mostra Barbieri, Aimone, Chessa tenuta presso la Universa-Haus a Norimberga nel 1961, nel 1984 la mostra che l’Associazione Piemonte artistico e Culturale realizza dal titolo Chessa, Da Milano, Levi Menzio con il patrocinio della regione Piemonte a Torino,  la mostra L'immagine e il suo doppio Ricerca della pittura internazionale contemporanea fra realtà fisica e metafisica che si è svolta presso il Palazzo Bagatti Valsecchi a Milano nel 1984, in seguito in altre sedi, a cura di Floriano de Santi; le mostre Paesaggio senza territorio e La Natura morta nell'arte italiana del Novecento che si sono svolte nel castello Estense di Mesola nel 1986 e nel 1987 a cura di Vittorio Sgarbi; la mostra itinerante Figure della pittura. Arte in Italia 1956-1968 curata da Marco Goldin che si è svolta in varie sedi tra il 1995 e il 1996 tra cui Treviso Ca' dei Carraresi, Palazzo Sarcinelli (Conegliano), Palazzo Foscolo Oderzo, nel 1998 la mostra Da Fattori a Burri: Roberto Tassi e i pittori: Ottocento e Novecento in Italia a Palazzo Sarcinelli (Conegliano) curata da Marco Goldin mostra replicata presso la Ca' dei Carraresi a Treviso, nel 2003-2004 la mostra Morire per Amore arte e resistenza a Bologna presso la ex chiesa di S. Mattia, nel 2010 partecipa alla mostra La Terra del Fuoco Ceramica d'autore ad Avigliana curata da Vittorio Amedeo Sacco, nel 2011 la mostra presso il Centro d'arte moderna e contemporanea di La Spezia delle opere presenti al Premio Nazionale di Pittura intitolato al “Golfo della Spezia”. Inoltre a molte importanti collettive sulla pittura post bellica piemontese tra cui occorre ricordare nel 2008 la mostra ‘900. Cento anni di creatività in Piemonte a cura di Marisa Vescovo presso il Palazzo del Monferrato ad Alessandria e in altre sedi, nel 2009 la mostra patrocinata dal consiglio regionale del Piemonte che si è svolta a Palazzo Lascaris sede della regione dal titolo Alle Radici Della Democrazia testimonianze d'arte; nel 2012 la mostra gli anni del boom dalla ricostruzione alla contestazione pittura in Piemonte dal 1946 al 1968 a Palazzo Mathis a Bra. 
La sua opera è stata oggetto di molte mostre antologiche e personali realizzate in sedi istituzionali e fondazioni tra cui occorre ricordare la mostra del 1990 che il centro culturale di Valenza gli dedica dal titolo Mauro Chessa: il mestiere del pittore; l'antologica che, a cura del professore Marco Rosci la Regione Piemonte in collaborazione con la Bolaffi nel 2001 gli dedica nella sala Bolaffi di Torino dal titolo Mauro Chessa. La buccia delle cose; la mostra del 2002 al Centro Culturale del Ponte a Susa, nel 2015 la mostra punto di vista presso la Pinacoteca Comunale del Roero a Guarene,  la mostra nel 2015 presso la fondazione Bottari Lattes dal titolo Mauro Chessa New York, New York!; la mostra del 2016 che il comune di Asti e la fondazione Guglielmetti propongono nella sede espositiva di Palazzo Alfieri ad Asti dal titolo Mauro Chessa "La grande mela".

## Musei ed installazioni pubbliche
Una sua opera Interno d'automobile del 1965 è conservata nel Museo Novecento di Firenze,Il Museo arte Gallarate conserva un suo quadro Maschera, un suo quadro Capannoni del 1993 è esposto in mostra permanente presso il museo del Castello baron Gamba a Châtillon,  la pinacoteca Comunale del Roero a Guarene conserva un olio di Mauro Chessa nel sole, una sua opera I Santi Grato e Maurizio è inserita nel percorso espositivo del Museo d'arte contemporanea all'aperto di Maglione, la Pinacoteca Repossi a Chiari possiede un'acquaforte Caccia all'Uomo dell'autore con la quale ha partecipato al Concorso Nazionale d'Arte Grafica città di Chiari,il museo all'aperto AR.CO (arte Corio) a Corio possiede una sua opera en plen air nella piazza del municipio.
Inoltre nel 2004 il comune di Alba gli commissiona due grandi tele 3 metri x 6 intitolate Partigiani nella notte e i 24 giorni di Alba collocate in maniera permanente nello scalone monumentale del comune, tra il 2006 e il 2007 la città di Torino e la fondazione Torino Musei commissionano a Mauro Chessa 6 lunette collocate nella storica galleria Umberto I che fanno parte del progetto di allestimento museale permanente della città di Torino intitolato Progetto the gate di Porta palazzo, nel 2016 diventa maestro del palio di Asti e ha l'incarico di disegnare i drappi del palio.
Una curiosità è tra gli autori che hanno dipinto le insegne di antiche botteghe nel comune di Bossolasco.